# Bjørn Melhus

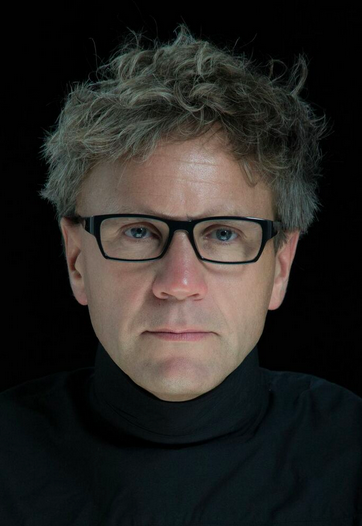
Bjørn Melhus (2015)

Bjørn Melhus (* 1966 in Kirchheim unter Teck) ist ein deutscher Videokünstler. In seinen gesellschaftskritischen Kurzfilmen, Videos und Videoinstallationen greift Melhus aktuelle globale Themen und Tendenzen auf.

## Leben
Melhus wuchs als Sohn einer Deutschen und eines Norwegers in Schwaben auf. In Stuttgart absolvierte er die Adolf-Lazi-Schule (heute Lazi-Akademie für Film und Design in Esslingen) sowie die staatliche Filmhochschule. Von 1988 bis 1997 studierte er Freie Kunst in der Film- und Videoklasse von Birgit Hein an der HBK Braunschweig. Im Anschluss erhielt er 1997/98 ein DAAD-Stipendium am California Institute of the Arts in Los Angeles und von 1999 bis 2001 ein Atelierstipendium als Preis des Kunstvereins Hannover. Mit einem Stipendium des Landes Niedersachsen nahm er 2001/02 an dem renommierten ISCP (International Studio and Curatorial Program) in New York teil. Melhus drehte zu Beginn seiner Laufbahn Werbefilme, aber schon seit 1986 produziert er Filme, Videos und Installationen im Experimentalfilm- und Kunstkontext.
Bjørn Melhus ist Mitglied im Deutschen Künstlerbund. Er lebt und arbeitet seit 1987 in Berlin und ist seit 2003 Professor für Bildende Kunst/Virtuelle Realität an der Kunsthochschule Kassel. Im Mai 2018 wurde Melhus als neues Mitglied in die Sektion Bildende Künste der Berliner Akademie der Künste gewählt.

## Werk
Melhus Arbeiten finden sowohl auf Kurzfilmfestivals wie auch in der internationalen Kunstszene statt. Seine Werke finden ihre Inspiration in den Spannungen zwischen Freiheit und Gewalt oder Unterdrückung. Oftmals reflektiert er die Wirkung und den Einfluss der Massenmedien und verwendet dafür konsequent Found-Footage-Material aus unterschiedlichen medialen Kanälen wie Filmklassikern, YouTube-Videos oder Talkshows. Mit Stilmitteln wie ironisch-grotesker Übertreibung oder Zuspitzung hinterfragt er stereotypische Vorstellungen, Figuren, Verhaltens- und Wahrnehmungsmuster. Die Protagonisten in seinen Arbeiten verkörpert er vom Mensch bis zum Tier, geschlechter- und altersübergreifend selbst. Seine eigene Stimme ist jedoch nie zu hören, stattdessen variierende, sich wiederholende Stimmzitate. Mit dem Aufbrechen der starren Beziehungen zwischen Medien und Rezipienten, öffnet Melhus mit seiner „wunderbaren, fast magischen Welt“ den Blick für die wesentlichen Elemente menschlicher Aktionen und Interaktionen.

## Kurzfilme (Auswahl)
- 2001: The Oral Thing
- 2002: Auto Center Drive
- 2008: The Meadow
- 2009: Murphy
- 2011: I’m Not the Enemy
- 2012: Das Badezimmer
- 2013: Sudden Destruction
- 2014: Freedom & Independence
- 2016: Moon Over Da Nang
- 2019: Sugar

## Ausstellungen
Melhus’ künstlerische Arbeiten wurden in der Vergangenheit u. a. in der Tate Modern in London, im MOMA in New York, der Serpentine Gallery London, im Sprengel Museum Hannover, im Museum Ludwig in Köln, im ZKM Karlsruhe, im Centre Pompidou in Paris, und in der Pinakothek der Moderne in München gezeigt. 2003 gehörte Melhus auch zu den 44 Teilnehmern der DKB-Projektausstellung Herbarium der Blicke, die in der Bundeskunsthalle in Bonn gezeigt wurde.
Auswahl einzelner weiterer Ausstellungen
- 2011: Bjørn Melhus – Live Action Hero, Haus am Waldsee, Berlin[10][11]
- 2011: Olrik Kohlhoff/Bjørn Melhus · Der Wald steht schwarz, Herbert-Gerisch-Stiftung, Neumünster
- 2013/14: Bjørn Melhus – I love you, Kunstsammlung – Städtische Museen Jena

## Auszeichnungen (Auswahl)

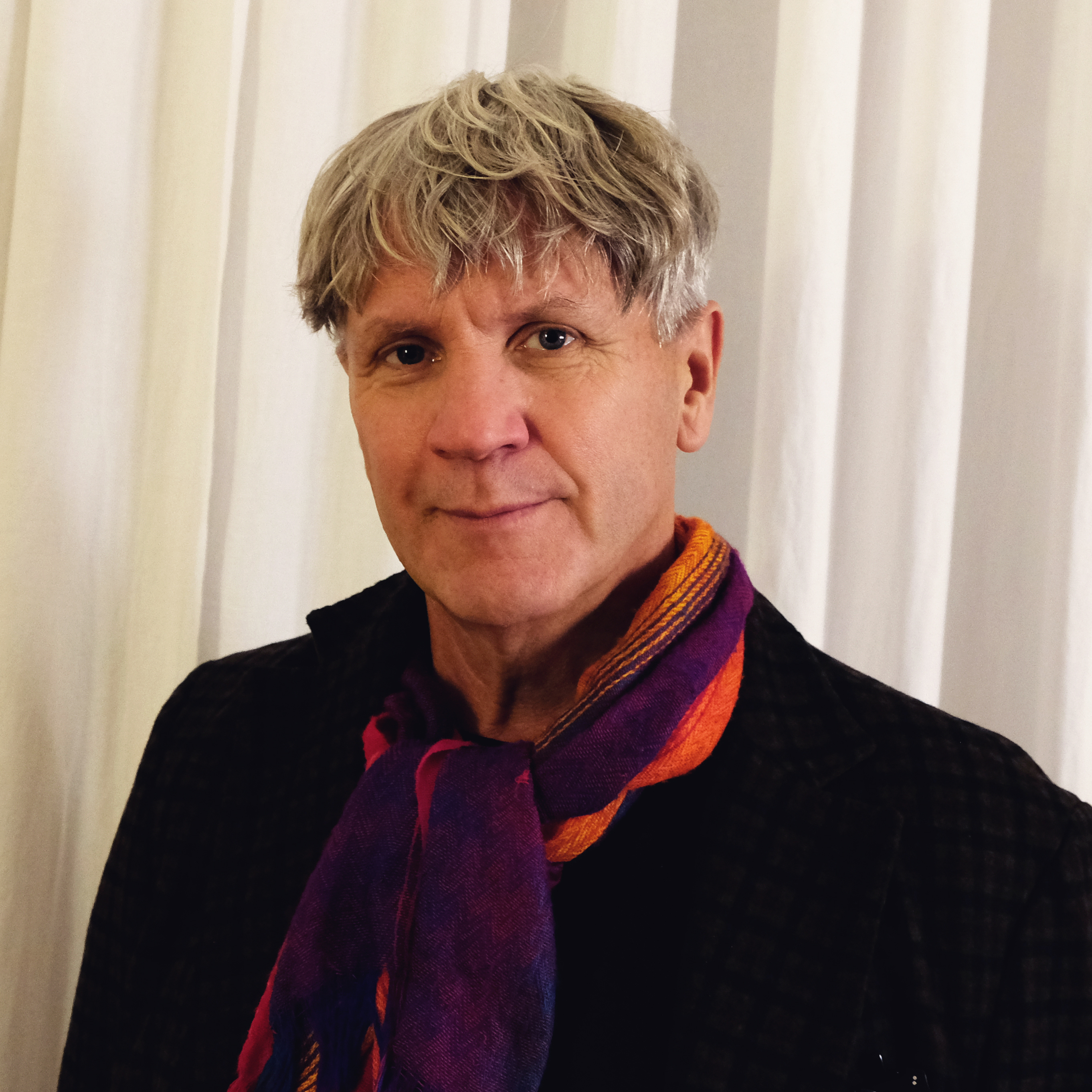
Melhus während eines Empfangs in der Villa Massimo (2024)

Melhus Filme und Video sind regelmäßig bei Film- und Medienkunstfestivals, wie den Kurzfilmtagen Oberhausen, dem European Media Art Festival Osnabrück, dem IMPAKT Festival in Utrecht, dem Kino der Kunst in München und der transmediale Berlin, zu sehen und wurden in der Vergangenheit vielfach ausgezeichnet.
- 1998: Preis der deutschen Filmkritik, European Media Art Festival, Osnabrück[17]
- 2000: Preis des Kunstvereins Hannover[18]
- 2001: Sprengel-Preis für Bildende Kunst der Niedersächsischen Sparkassenstiftung[19]
- 2003: Preisträger im Deutschen Wettbewerb, 49. Internationale Kurzfilmtage Oberhausen
- 2003: HAP-Grieshaber-Preis der VG Bild Kunst, Bonn[20]
- 2009: Preis der Kinojury, 55. Internationale Kurzfilmtage Oberhausen[21]
- 2011: Deutscher Kurzfilmpreis (Kategorie „Experimentalfilm“, nominiert)
- 2015: Deutscher Kurzfilmpreis (Kategorie „Experimentalfilm“)[22]
- 2023/24: Rompreis der Deutschen Akademie Rom Villa Massimo[23]

## Literatur

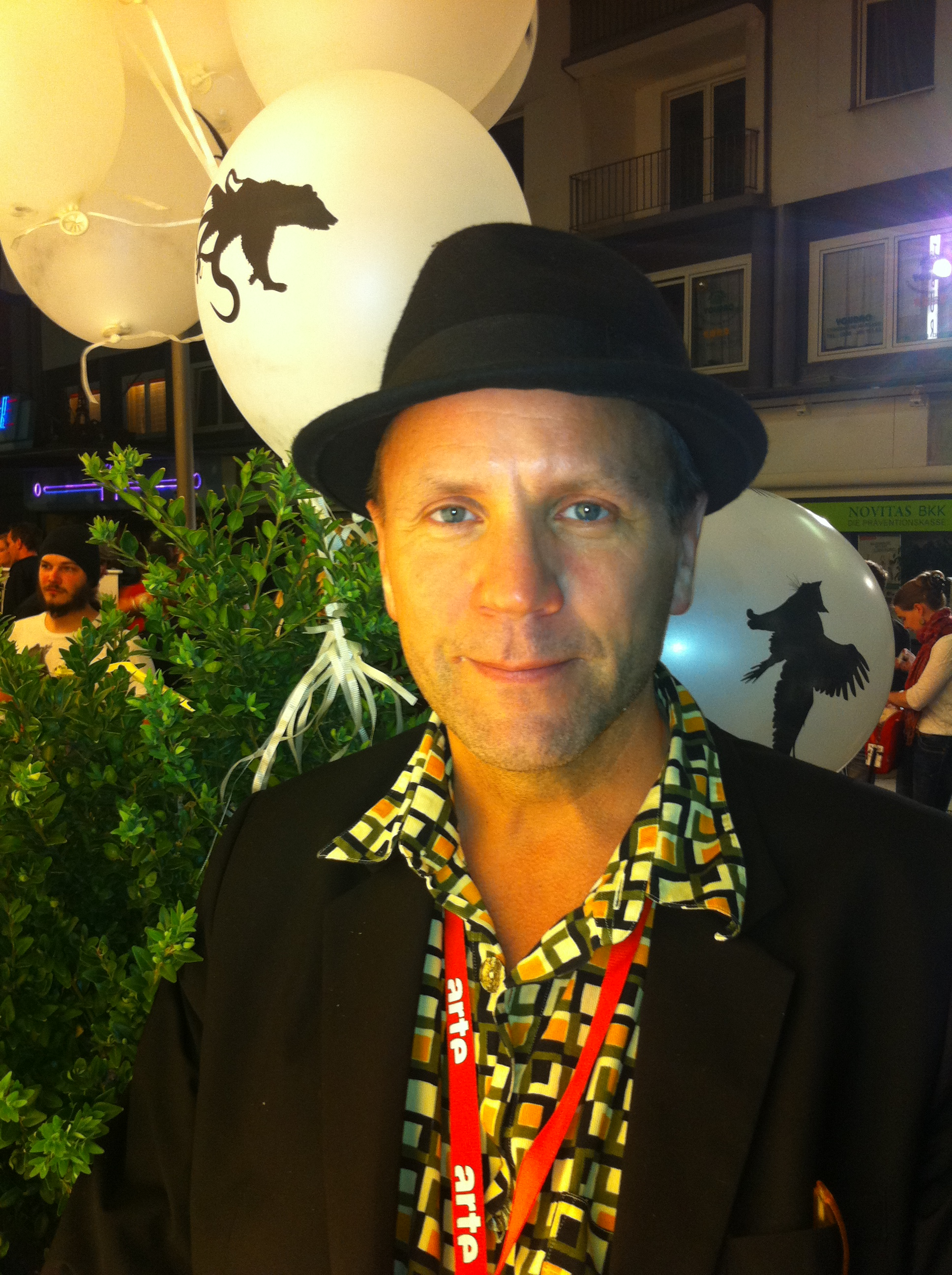
Melhus bei den Internationalen Kurzfilmtagen Oberhausen 2011